# Nationalpark Bayerischer Wald
Nationalpark Bayerischer Wald var den første nationalpark i Tyskland der blev oprettet 7. oktober 1970. Efter udvidelsen i 1997 dækker den nu et areal på 24.250 hektar. Sammen  med den tilgrænsende tjekkiske  skov Šumava udgør Bayerischer Wald det største sammenhængende skovområde i Centraleuropa.

## Geografi
Nationalparken ligger ved delstaten Bayerns østlige grænse i  bjergkæden Bayerischer Wald. Inde i skoven findes flere højmoser og højt beliggende enge. 

## Dyreverden
I Bayerischer Wald lever flere arter som er udrydningstruede i det centrale Europa, såsom tjur, vandrefalk, lods, vildkat, sort stork og odder. Områdets bestand af  kronhjort er indhegnet om  vinteren. Ved landsbyen Neuschönau er der udsatte bestande af europæisk bison, brunbjørn og ulv. Man startede desuden et projekt med at fremavle uddøde arter som vildhest og urokse.[kilde mangler]

## Barkbiller i nationalparken
I midten af 1980'erne og begyndelsen af   1990'erne  blev større områder i nationalparken offer for flere storme. Derved fik barkbillerne bedre levevilkår i skoven. Konceptet for forvaltning af  nationalparken var at overlade skoven til sig selv. Man hævdede at skoven ville komme  sig uden menneskers indgriben . Denne politik var meget omstridt blandt regionens befolkning. Efter nogle  år gik antallet af barkbiller tydeligt tilbage og store områder som tidligere var skadet er nu overtaget af  vital blandingsskov.[kilde mangler]

## Tidligere biosfærereservat
Fra 1981 til 2006 var Bayerischer Wald Tysklands første biosfærereservat under UNESCO. I 2006 trådte området ud af UNESCO-programmet «Man and the Biosphere», og Bayerischer Wald er igen en «almindelig nationalpark».